# Il Volo (album 1974)
Il Volo è il primo album del gruppo musicale Il Volo, pubblicato nel 1974 dalla Numero Uno in LP e Stereo8.

## L'album
Il titolo del disco doveva in origine essere Sinfonia delle scarpe da tennis (da uno dei brani inclusi), ma fu modificato durante la lavorazione.
La canzone Il canto della preistoria (molecole) venne incisa nello stesso anno da Bruno Lauzi su 45 giri.
Il disco fu registrato negli studi Fono – Roma Sound Recordings di Cologno Monzese nel marzo 1974, con i tecnici del suono Piero Bravin e Ambrogio Ferrario.
Le matrici dell'album sono DKAY 27782 per il lato 1 e DKAY 27783 per il lato 2.

## Tracce

### LATO 1
Edizioni musicali Universale.
1. Come una zanzara – 4:29 (testo: Mogol – musica: Mario Lavezzi)
2. La mia rivoluzione – 3:52 (testo: Mogol – musica: Alberto Radius)
3. Il calore umano – 4:44 (testo: Mogol – musica: Alberto Radius)
4. Il canto della preistoria (molecole) – 4:34 (testo: Mogol – musica: Mario Lavezzi)

### LATO 2
Edizioni musicali Universale.
1. I primi respiri – 3:53 (testo: Mogol – musica: Gabriele Lorenzi)
2. La canzone del nostro tempo – 4:16 (testo: Mogol – musica: Alberto Radius)
3. Sonno – 4:08 (testo: Mogol – musica: Gianni Dall'Aglio)
4. Sinfonia delle scarpe da tennis – 2:57 (testo: Mogol – musica: Gabriele Lorenzi)

## Formazione
- Alberto Radius - chitarra acustica, chitarra elettrica, sitar, voce
- Mario Lavezzi - chitarra acustica, chitarra elettrica, chitarra a 12 corde, mandolino, voce
- Vince Tempera - tastiere, pianoforte, clavinet
- Gabriele Lorenzi - tastiere, organo Hammond, sintetizzatore
- Bob Callero - basso
- Gianni Dall'Aglio - batteria, voce

## Edizioni

### 33 giri
- 1974 - Numero Uno, ZSLN 55667
- 1974 - Seven Seas, K22P-112;[6] pubblicato in Giappone
- 1975 - Ariola, 27 208;[7] pubblicato in Germania
- 1994 - Numero Uno/Si-Wan, SRML 1011;[8] pubblicato in Corea del Sud
- 2014 - Numero Uno, 88883701681[9]

### Musicassetta
- 1974 - Numero Uno, DZKN 55667
- 1990 - Numero Uno, NK 74682[4]

### Stereo8
- 1974 - Numero Uno, Z8SN 55667[4]

### CD
- 1990 - Numero Uno, ND 74682[4]
- 2003 - Numero Uno, 82876544132[4]
- 2014 - Sony Music, 8875000792[10]